# Pavel Pernikov
Pavel Pernikov, né en 1992, est un militant biélorusse des droits de l'homme ainsi qu'un contributeur à Wikipédia, prisonnier politique.

## Biographie
Entre 2010 et 2015, il étudie à l'université A.S. Pouchkine à Brest en Biélorussie.

### Wikipédia
Il s'est inscrit à Wikipédia le 25 août 2014 sous le pseudonyme Pr12402. En sept ans, il réalise plus de 80 000 modifications de l'encyclopédie. 
Selon le Centre Viasna des droits de l'homme, Pavel Pernikov est arrêté le 3 novembre 2021
Le 27 décembre 2021, son compte Wikipédia a un comportement suspect, supprimant des paragraphes de plusieurs articles de Wikipédia en biélorusse et Wikipédia en russe concernant l'opposition politique au chef d'État Alexandre Loukachenko. 
Dans le détail, les passages touchés sont : les sanctions contre le chef d'État Alexandre Loukachenko, les décorations de la militante Veronika Tsepkala, les réactions internationales à la suite de la détention de la femme politique Maria Kolesnikova, les événements de 2020-2021 dans l'article sur la liberté d'expression en Biélorussie, la résolution du congrès américain dans l'article consacré au régime de Loukachenko et les réactions dans la liste des personnes tuées lors des manifestations de 2020 et 2021. Sur la version russe, les passages supprimés concernent : le statut de prisonnière politique de Maria Kolesnikova, le régime autoritaire de Loukachenko et de nombreux exemples dans l'article sur la censure en Biélorussie. Le lendemain, son compte est bloqué. La compromission du compte ne fait aucun doute pour le wikipédien interrogé par le journal Mediazona.
Trois mois plus tard, le 28 mars 2022, le bureau du procureur de Brest annonce poursuivre un « homme sans-emploi de 30 ans résidant à Brest » pour avoir discrédité la République du Bélarus sur Wikipédia (article 369-1 du code pénal).
Le 7 avril 2022, le tribunal de Brest le condamne à deux années de détention pour avoir « discrédité la Biélorussie », en contribuant notamment aux articles de Wikipédia en biélorusse portant sur le militant d'opposition Guennadi Choutov (be) et la journaliste d'investigation Veronika Tcherkassova. Il est également déclaré coupable d'avoir publié, sur le site Internet d'une organisation de défense des droits de l'homme, un article sur la torture et la mort dans les lieux de détention,.
Plusieurs organisations de défense des droits humains, dont Viasna, considèrent Pavel Pernikov comme un prisonnier politique.
Il a été libéré le 28 août 2023 après avoir purgé sa peine.

### Autres
Pavel Pernikov est membre du conseil d'administration de la section biélorusse de la Société internationale pour les droits de l'homme.